# 和泉純
和泉 純（本名：和泉 直人、1970年2月21日 - ）は、日本のパチンコ関連ライター。東京都出身。所属はパチマガスロマガ。

## 人物
1998年に雑誌『パチンコ攻略マガジン』の誌面企画でデビュー。ライター活動のほか、テレビやインターネット番組にも出演しており、2000年にスタートした『和泉純のパチンコ最強伝説』はタメになる釘解説が人気を博し15年も続く長寿番組となり、自身の代表番組である。
身長が186cmと長身で、パチンコライターの中ではJANBARI.TVのトムの195cmについで大きいとされる。
趣味の草野球ではピッチャーを務め、バンド活動ではドラムを担当。
2015年ごろより、「パチンコ台は釘調整を行ってはならない」という流れが業界内で強くなり、釘読みを武器としてライター活動を行ってきた和泉にとっては死活問題となり、自身のTwitterアカウント名を「釘調整はありまーす」に変更している。

## 連載
- キツメのオヘソ - パチマガスロマガFREE

## 出演
テレビ
和泉純のパチンコ最強伝説(フジテレビ)

## 書籍
釘本: 正統派パチンコ攻略マニュアル(双葉社)